# Batavia, Đông Ấn Hà Lan

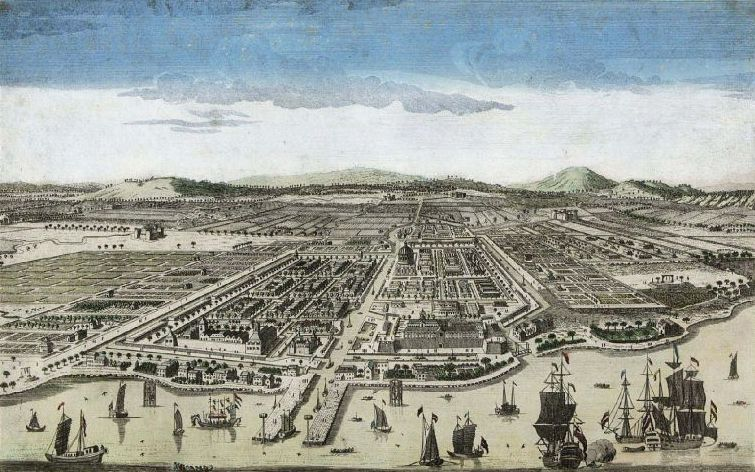
Batavia khoảng năm 1780

Batavia, cũng gọi là Batauia trong tiếng Mã Lai Betawi, đã là thủ đô của Đông Ấn Hà Lan. Khu vực này trùng với ranh giới ngày nay của Jakarta, Indonesia. Batavia có thể đề cập đến thành phố hoặc vùng ngoại ô và vùng nội địa của nó, Ommelanden, bao gồm khu vực rộng lớn hơn nhiều của Vùng dân cư Batavia ở các tỉnh ngày nay gồm Jakarta, Banten và Tây Java.
Batavia được người Hà Lan thành lập vào năm 1619, trên khu vực đổ nát của Jayakarta, dẫn đến việc thành lập thuộc địa Hà Lan; Batavia trở thành trung tâm của mạng lưới giao dịch của Công ty Đông Ấn Hà Lan ở châu Á. Để bảo vệ lợi ích thương mại của họ, công ty và chính quyền thuộc địa đã tiếp thu lãnh thổ xung quanh.
Batavia nằm trên bờ biển phía bắc của Java, trong một vịnh kín gió, trên một vùng đất đầm lầy và những ngọn đồi uốn lượn với những kênh đào. Thành phố có hai trung tâm: Oud Batavia (phần cổ nhất của thành phố) và thành phố tương đối mới hơn, trên vùng đất cao hơn về phía nam.
Đây là một thành phố thuộc địa trong khoảng 320 năm cho đến năm 1942, khi Đông Ấn Hà Lan bị Nhật chiếm đóng trong thế chiến II. Trong thời kỳ chiếm đóng của Nhật Bản và sau khi những người theo chủ nghĩa dân tộc Indonesia tuyên bố độc lập vào ngày 17 tháng 8 năm 1945, thành phố này được gọi là Jakarta. Nó được quốc tế biết đến với tên tiếng Hà Lan cho đến khi Indonesia giành được độc lập hoàn toàn vào năm 1949, khi thành phố được đổi tên thành Jakarta.